# 腓特烈·法蘭茲三世
腓特烈·法蘭茲三世（Friedrich Franz III，1851年3月19日—1897年4月10日），全名腓特烈·法蘭茲·保罗·尼库劳斯·恩斯特·亨利（Friedrich Franz Paul Nikolaus Ernst Heinrich），梅克伦堡-什未林第四任大公，1883年至1897年在位。

## 生平
腓特烈·法蘭茲三世是梅克伦堡-施威林大公腓特烈·法蘭茲二世与第一任妻子罗伊斯-施莱茨-科斯特里茨的奥古斯塔的长子，1851年3月19日生于路德维希斯卢斯特。他的祖辈详见下表：
| 梅克伦堡-施威林大公腓特烈·法蘭茲三世 | 父亲: 梅克伦堡-施威林大公腓特烈·法蘭茲二世                 | 祖父: 梅克伦堡-施威林大公保罗·腓特烈             | 祖父之父: 梅克伦堡-施威林大公儲腓特烈·路德維希 |
| 梅克伦堡-施威林大公腓特烈·法蘭茲三世 | 父亲: 梅克伦堡-施威林大公腓特烈·法蘭茲二世                 | 祖父: 梅克伦堡-施威林大公保罗·腓特烈             | 祖父之母: 俄罗斯女大公赫蓮娜·巴甫洛夫娜        |
| 梅克伦堡-施威林大公腓特烈·法蘭茲三世 | 父亲: 梅克伦堡-施威林大公腓特烈·法蘭茲二世                 | 祖母: 普鲁士公主亞歷山德琳                       | 祖母之父: 普鲁士国王腓特烈·威廉三世            |
| 梅克伦堡-施威林大公腓特烈·法蘭茲三世 | 父亲: 梅克伦堡-施威林大公腓特烈·法蘭茲二世                 | 祖母: 普鲁士公主亞歷山德琳                       | 祖母之母: 梅克伦堡-施特雷利茨的路易丝          |
| 梅克伦堡-施威林大公腓特烈·法蘭茲三世 | 母亲: 罗伊斯-施莱茨-科斯特里茨的奥古斯苔·玛蒂尔德·威廉明妮 | 外祖父: 罗伊斯-施莱茨-科斯特里茨的亨利六十三亲王 | 外祖父之父: 罗伊斯幼系亲王亨利四十四           |
| 梅克伦堡-施威林大公腓特烈·法蘭茲三世 | 母亲: 罗伊斯-施莱茨-科斯特里茨的奥古斯苔·玛蒂尔德·威廉明妮 | 外祖父: 罗伊斯-施莱茨-科斯特里茨的亨利六十三亲王 | 外祖父之母: 高伊德-拉本施泰纳的威廉明妮女男爵  |
| 梅克伦堡-施威林大公腓特烈·法蘭茲三世 | 母亲: 罗伊斯-施莱茨-科斯特里茨的奥古斯苔·玛蒂尔德·威廉明妮 | 外祖母: 施托尔贝格-韦尔尼格罗德的埃莱奥诺尔      | 外祖母之父: 施托尔贝格-韦尔尼格罗德伯爵亨利    |
| 梅克伦堡-施威林大公腓特烈·法蘭茲三世 | 母亲: 罗伊斯-施莱茨-科斯特里茨的奥古斯苔·玛蒂尔德·威廉明妮 | 外祖母: 施托尔贝格-韦尔尼格罗德的埃莱奥诺尔      | 外祖母之母: 舍恩堡-瓦尔登堡的约翰娜            |

弗里德里希·弗朗茨三世患有严重的气喘病和心脏病。在位期间，他几乎是在日内瓦湖边、巴勒莫、巴登-巴登和戛纳等地度过。国内由弗里德里希·冯·马尔赞将军（Friedrich von Maltzahn）摄政。据信，他的同性恋倾向是众所皆知的秘密。
弗里德里希·弗朗茨三世于1897年在戛纳去世，终年46岁。

### 弗里德里希·弗朗茨三世时代的梅克伦堡-什未林首相
- 赫宁·卡尔·弗里德里希·冯·巴塞维茨伯爵（Henning Carl Friedrich Graf von Bassewitz），任期：1869年—1885年12月15日
- 亚历山大·弗里德里希·威廉·冯·彪罗（Alexander Friedrich Wilhelm von Bülow），任期：1886年—1901年

## 婚姻与子女

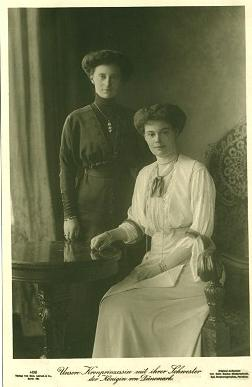
弗里德里希·弗朗茨三世的女儿亚历珊德琳与塞西莉埃

弗里德里希·弗朗茨三世于1879年1月24日在圣彼得堡与表妹俄罗斯女大公安娜斯塔西娅·米哈伊洛芙娜结婚。安娜斯塔西娅·米哈伊洛芙娜是俄罗斯沙皇尼古拉一世的孙女，其第四子米哈伊尔·尼古拉耶维奇大公的女儿。弗里德里希·弗朗茨三世与安娜斯塔西娅·米哈伊洛芙娜有一子二女：
- 长女亚历山德琳·奧古斯苔（Alexandrine Auguste，1879年12月24日—1952年12月28日），1898年4月26日与丹麦王储克里斯蒂安（后来的丹麦与冰岛国王克里斯蒂安十世）结婚，有二子。长子即未来的国王弗雷德里克九世。
- 长子腓特烈·法蘭茲（Friedrich Franz，1882年4月9日—1945年11月17日），弗里德里希·弗朗茨三世的继承人，梅克伦堡-什未林末代大公，梅克伦堡-施特雷利茨摄政。
- 次女塞西莉埃·奧古斯塔·玛丽（Cecile Auguste Marie，1886年9月20日—1954年5月6日），1905年与德意志帝国皇储威廉结婚，有四子二女。